# Потоцкий, Стефан (воевода мазовецкий)
Стефан Потоцкий (1665, Галич — 5 мая 1730, Львов) — государственный деятель Речи Посполитой, подкоморий галицкий, кравчий великий коронный (с 1703 года), референдарий великий коронный (с 1710 года), воевода поморский (1725—1726) и мазовецкий (1726—1730), староста львовский (1726), маршалок надворный коронный (1726—1730). Староста черкасский и трембовельский.
Представитель примасовской линии польского магнатского рода Потоцких герба «Пилява».

## Биография
Третий сын каштеляна каменецкого Павла Потоцкого (ум. 1674) от второго брака с Еленой Петровной Салтыковой.
В 1703 году Стефан Потоцкий был назначен кравчим великим коронным, а в 1710 году был назначен референдарием великим коронным. В 1725 году получил должность воеводы поморского, а в следующем 1726 году был назначен воеводой мазовецким. В том же году получил староство львовское и звание маршалка надворного коронного.
Кавалер Ордена Белого Орла (1715).
Был трижды женат:
1) Урсула Бегановская (ум. 1692), от брака с которой единственную дочь:
- Урсула Потоцкая, жена воеводы мальборкского Петра Ежи Пржебендовского

2) Констанция Денгоф, от брака с которой имел двух сыновей:
- Иоахим Потоцкий (ум. 1764), староста львовский (1729—1754), полковник (1745), генерал-майор (1750) и генерал-лейтенант (1754)

- Игнацы Потоцкий (ум. 1765), чашник великий коронный (1764), генерал-лейтенант

3) Тереза Контская (ум. 1746), брак был бездетным.